# Docosia chandleri
Docosia chandleri är en tvåvingeart som beskrevs av Sevcik och Lastovka 2008. Docosia chandleri ingår i släktet Docosia och familjen svampmyggor.
Artens utbredningsområde är Österrike. Inga underarter finns listade i Catalogue of Life.